# Yoeri Beyens
Pour les articles homonymes, voir Beyens.
Yoeri Beyens (né le 27 avril 1978 à Geel dans la province d'Anvers en Belgique) est un coureur cycliste belge. 

## Palmarès
- 1993[1]
  - 3e du Circuit Het Volk débutants
- 1994
  - 2e du championnat de Belgique sur route débutants
- 1999
  - Prologue du Tour du Limbourg amateurs
- 2000
  - 2e de la Zuidkempense Pijl
  - 2e du Mémorial Philippe Van Coningsloo
  - 3e du Tour des Flandres espoirs
- 2003
  - 2e de l'Olympia's Tour